# Georg Cornicelius
Georg Cornicelius (né le 28 août 1825 à Hanau, mort le 9 décembre 1898 dans la même ville) est un peintre prussien.

## Biographie
Georg Cornicelius est le fils de Friedrich Cornicelius, peintre de porcelaine. Il va de 1838 à 1848 à l'Académie d'État de dessin de Hanau (de), où il reçoit avec ses camarades de classe Carl Friedrich Deiker, Friedrich Karl Hausmann et Gustav Spangenberg du directeur Theodor Pélissier (1794-1863) une formation de peintre d'art et de portrait. Pendant le Printemps des peuples en 1848, il poursuit ses études au Collège universitaire Artesis d'Anvers et s'installe temporairement à Hanau en 1851 puis Dresde, mais il repart en 1852. D'autres voyages d'étude l'amènent à Paris, Florence, Venise, Vérone et Munich, jusqu'à ce qu'il s'installe de nouveau à Hanau.

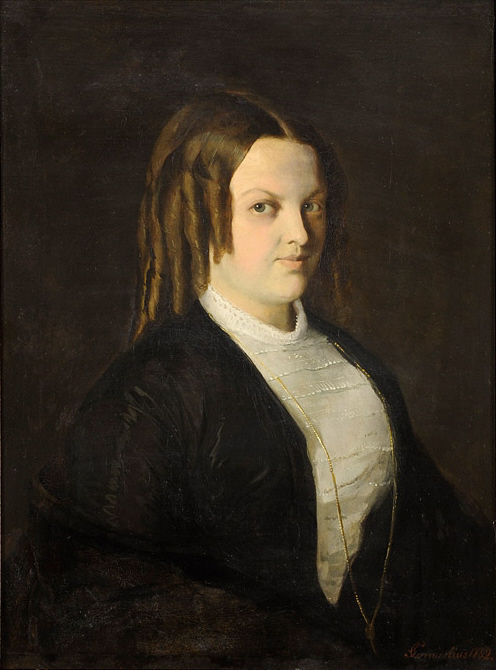
Dame aux boucles, 1852

En 1872, il est nommé membre honoraire de l'Académie d'État de dessin de Hanau et, en 1888, professeur titulaire. Cornicelius fonde et dirige une école privée de peinture pendant plusieurs décennies. Son œuvre de peintre d'histoire est aussi célèbre que celle de portraitiste. Les œuvres de Cornicelius figurent à partir de 1854 dans la plupart des grandes expositions d’art de Munich, Düsseldorf, Berlin… 
Cornicelius est un gymnaste et appartient à l'association de gymnastique de Hanau (de) fondée en 1837. À l'occasion de la fondation de l'Association allemande de gymnastique (de), il présente un portrait de Friedrich Ludwig Jahn et du gymnaste de Hanau Karl Röttelberg, alors que son ami Friedrich Karl Hausmann présente August Schärttner (de), promoteur de la gymnastique à Hanau et aussi partisan de la révolution de Mars. Les peintres sont des sympathisants d'une république démocratique.